# Oscaruddelingen 2005
Oscaruddelingen 2005 var den 77. oscaruddeling, hvor de bedste film fra 2004 blev hædret af Academy of Motion Picture Arts and Sciences. Uddelingen blev afholdt 27. februar 2005 i Kodak Theatre i Los Angeles, Californien, USA. Værten var Chris Rock.

## Vindere og nominerede
Vindere står øverst, er skrevet i fed.
| Bedste film - Million Dollar Baby – Clint Eastwood, Albert S. Ruddy og Tom Rosenberg, producere - The Aviator – Michael Mann og Graham King, producere - Finding Neverland – Richard N. Gladstein og Nellie Bellflower, producere - Ray – Taylor Hackford, Stuart Benjamin og Howard Baldwin, producere - Sideways – Michael London, producer | Bedste instruktør - Clint Eastwood – Million Dollar Baby - Martin Scorsese – The Aviator - Taylor Hackford – Ray - Alexander Payne – Sideways - Mike Leigh – Vera Drakes hemmelighed |
| Best Actor - Jamie Foxx – Ray som Ray Charles - Don Cheadle – Hotel Rwanda som Paul Rusesabagina - Johnny Depp – Finding Neverland som J. M. Barrie - Leonardo DiCaprio – The Aviator som Howard Hughes - Clint Eastwood – Million Dollar Baby som Frankie Dunn                                                                               | Bedste kvindelige hovedrolle - Hilary Swank – Million Dollar Baby som Margaret "Maggie" Fitzgerald - Annette Bening – Being Julia som Julia Lambert - Catalina Sandino Moreno – Maria Full of Grace som María Álvarez - Imelda Staunton – Vera Drakes hemmelighed som Vera Rose Drake - Kate Winslet – Evigt solskin i et pletfrit sind som Clementine Kruczynski |
| Bedste mandlige birolle - Morgan Freeman – Million Dollar Baby som Eddie "Scrap-Iron" Dupris - Alan Alda – The Aviator som Owen Brewster - Thomas Haden Church – Sideways som Jack Cole - Jamie Foxx – Collateral som Max Durocher - Clive Owen – Closer som Larry Gray                                                                       | Bedste kvindelige birolle - Cate Blanchett – The Aviator som Katharine Hepburn - Laura Linney – Kinsey som Clara McMillen - Virginia Madsen – Sideways som Maya Randall - Sophie Okonedo – Hotel Rwanda som Tatiana Rusesabagina - Natalie Portman – Closer som Alice Ayres/Jane Jones |
| Bedste originale manuskript - Evigt solskin i et pletfrit sind – Charlie Kaufman, Michel Gondry og Pierre Bismuth - The Aviator – John Logan - Hotel Rwanda – Terry George og Keir Pearson - De Utrolige – Brad Bird - Vera Drakes hemmelighed – Mike Leigh                                                                                   | Bedste filmatisering - Sideways – Alexander Payne og Jim Taylor baseret på romanen af Rex Pickett - Before Sunset – Richard Linklater, Julie Delpy, Ethan Hawke og Kim Krizan baseret på karakterer skabt af Richard Linklater og Kim Krizan til filmen Before Sunrise - Finding Neverland – David Magee baseret på skuespillet The Man Who Was Peter Pan af Allan Knee - Million Dollar Baby – Paul Haggis baseret på historier fra Rope Burns af F.X. Toole - Motorcykel dagbog – José Rivera baseret på bøgerne Con el Che por America Latina af Alberto Granado og The Motorcycle Diaries af Che Guevara |
| Bedste animationsfilm - De utrolige – Brad Bird - Stor Ståhaj – Bill Damaschke - Shrek 2 – Andrew Adamson | Bedste fremmedsprogede film - Mit indre hav (Spanien) – Alejandro Amenábar - Som i himlen (Sverige) – Kay Pollak - Koret (Frankrig) – Christophe Barratier - Der Untergang (Tyskland) – Oliver Hirschbiegel - Yesterday (Sydafrika) – Darrell Roodt |
| Bedste dokumentar - Born Into Brothels: Calcutta's Red Light Kids – Ross Kauffman og Zana Briski - Historien om den grædende kamel – Luigi Falorni og Byambasuren Davaa - Super Size Me – Morgan Spurlock - Tupac: Resurrection – Lauren Lazin og Karolyn Ali - Twist of Faith – Kirby Dick and Eddie Schmidt                                 | Bedste korte dokumentar - Mighty Times: The Children's March – Robert Hudson and Robert Houston - Autism Is a World – Gerardine Wurzburg - The Children of Leningradsky – Hanna Polak og Andrzej Celinski - Hardwood – Hubert Davis og Erin Faith Young - Sister Rose's Passion – Oren Jacoby og Steve Kalafer |
| Bedste kortfilm - Wasp – Andrea Arnold - 7:35 de la mañana – Nacho Vigalondo - Everything in This Country Must – Gary McKendry - Little Terrorist – Ashvin Kumar - Two Cars, One Night – Taika Waititi og Ainsley Gardiner | Bedste korte animationsfilm - Ryan – Chris Landreth - Birthday Boy – Sejong Park og Andrew Gregory - Gopher Broke – Jeff Fowler og Tim Miller - Guard Dog – Bill Plympton - Lorenzo – Mike Gabriel og Baker Bloodworth |
| Bedste musik - Finding Neverland – Jan A. P. Kaczmarek - Harry Potter og Fangen fra Azkaban – John Williams - Lemony Snicket - En ulykke kommer sjældent alene – Thomas Newman - The Passion of the Christ – John Debney - The Village – James Newton Howard                                                                                  | Bedste sang - "Al otro lado del río" fra Motorcykel dagbog – Musik og tekst af Jorge Drexler - "Accidentally in Love" fra Shrek 2 – Musik af Adam Duritz, Charlie Gillingham, Jim Bogios, David Immerglück, Matt Malley og David Bryson; Tekst af Adam Duritz og Dan Vickrey - "Believe" fra Polar-Ekspressen – Musik og tekst af Glen Ballard og Alan Silvestri - "Learn to Be Lonely" fra The Phantom of the Opera – Musik af Andrew Lloyd Webber; Tekst af Charles Hart - "Look to Your Path" from Koret – Musik af Bruno Coulais; Tekst af Christophe Barratier                                          |
| Bedste lydredigering - De utrolige – Michael Silvers og Randy Thom - Polar-Ekspressen – Randy Thom og Dennis Leonard - Spider-Man 2 – Paul N. J. Ottosson | Bedste lyd - Ray – Scott Millan, Greg Orloff, Bob Beemer og Steve Cantamessa - The Aviator – Tom Fleischman og Petur Hliddal - De utrolige – Randy Thom, Gary Rizzo ogDoc Kane - Polar-Ekspressen – Randy Thom, Tom Johnson, Dennis S. Sands og William B. Kaplan - Spider-Man 2 – Kevin O'Connell, Greg P. Russell, Jeffrey J. Haboush og Joseph Geisinger |
| bedste scenografi - The Aviator – Dante Ferretti og Francesca Lo Schiavo - Finding Neverland – Gemma Jackson og Trisha Edwards - Lemony Snicket - En ulykke kommer sjældent alene – Rick Heinrichs og Cheryl Carasik - The Phantom of the Opera – Anthony Pratt og Celia Bobak - En lang forlovelse – Aline Bonetto                           | Bedste fotografering - The Aviator – Robert Richardson - House of Flying Daggers – Zhao Xiaoding - The Passion of the Christ – Caleb Deschanel - The Phantom of the Opera – John Mathieson - En lang forlovelse – Bruno Delbonnel |
| Bedste makeup - Lemony Snicket - En ulykke kommer sjældent alene – Valli O'Reilly og Bill Corso - The Passion of the Christ – Keith VanderLaan og Christien Tinsley - Mit indre hav – Jo Allen og Manolo García | Bedste kostumer - The Aviator – Sandy Powell - Finding Neverland – Alexandra Byrne - Lemony Snicket - En ulykke kommer sjældent alene – Colleen Atwood - Ray – Sharen Davis - Troy – Bob Ringwood |
| Bedste klipning - The Aviator – Thelma Schoonmaker - Collateral – Jim Miller og Paul Rubell - Finding Neverland – Matt Chesse - Million Dollar Baby – Joel Cox - Ray – Paul Hirsch | Bedste visuelle effekter - Spider-Man 2 – John Dykstra, Scott Stokdyk, Anthony LaMolinara og John Frazier - Harry Potter og Fangen fra Azkaban – Roger Guyett, Tim Burke, John Richardson og Bill George - I, Robot – John Nelson, Andrew R. Jones, Erik Nash og Joe Letteri |

### Æres-Oscar
- Sidney Lumet

### Jean Hersholt Humanitær-Oscar
- Roger Mayer